# Dariusz Szlachetko
Dariusz Szlachetko, Dariusz Lucjan Szlachetko, född 1961, är en polsk botaniker vid institutionen för taxonomi och bevarande vid Universitetet i Gdańsk som har beskrivit över 2 500 arter orkidéer.
Auktorsnamnet Szlach. kan användas för Dariusz Szlachetko i samband med ett vetenskapligt namn inom botaniken; se Wikipediaartiklar som länkar till auktorsnamnet.